# Esther Freud
Pour les articles homonymes, voir Freud (homonymie).
Esther Freud est une romancière britannique d'origine allemande née le 2 mai 1963. Elle est la fille du peintre Lucian Freud et l'arrière-petite-fille de Sigmund Freud.
Auteur de sept livres (dont seulement trois sont sortis en France), elle s'intéresse surtout à l'adolescence et explore avec finesse cet âge de tous les possibles.
Esther Freud est mariée à l'acteur David Morrissey (1964). Le couple a trois enfants.